# National Women's Council
National Women's Council var en organisation för kvinnors rättigheter i Bahamas, grundad 1958. Syftet var att driva kampanj för kvinnlig rösträtt. 
År 1951 bildades kvinnokommittén Women’s Suffrage Movement av Mary Ingraham för att driva frågan om rösträtten på Bahamas och Mary Ingraham valdes till dess ordförande; bland dess andra medlemmar fanns Georgianna Symonette och Eugenia Lockhart. De samlade över 500 namn i en namninsamling till stöd för reformen, och en första petition lämnades in till parlamentet, House of Assembly, genom Dr CR Walker 1952.
En andra petition lades fram av Sir Gerald Cash 1958. I September 1958 förenades Bahamas kvinnoföreningar under National Women's Council, grundad av Doris Johnson med Erma Grant Smith som ordförande och frun till Sir Dudley Russell som dess vice ordförande, och antog rösträtten som en prioriterad fråga. Samma år fick frågan stöd av Progressive Liberal Party (PLP), och 19 januari 1959 höll Dame Doris Johnson ett uppmärksammat tal till parlamentet till stöd för frågan. 
Frågan fick motstånd från den konservativa och inflytelserika Sir Stafford Sands, men 1960 gav slutligen även hans parti, United Bahamian Party (UBP), reformen sitt stöd med rösterna 63 mot 2. Därmed hade båda ledande politiska partier på Bahamas gett sitt stöd till reformen, och den kunde röstas igenom parlamentet 1961. Janet Bostwick blev den första kvinnan i parlamentet 1977.